# Albumy numer jeden w roku 2010 (Węgry)
Rok 2010 był dwudziestym pierwszym, w którym funkcjonowała lista najlepiej sprzedających się albumów na Węgrzech, Top 40 album-, DVD- és válogatáslemez-lista.

## Historia notowania
| Data publikacji | Album                              | Wykonawca                                         | Źródło |
| --------------- | ---------------------------------- | ------------------------------------------------- | ------ |
| 4 stycznia      | Madárka                            | Holdviola                                         | [ 1 ]  |
| 11 stycznia     | A királyok hegedűse                | Zoltán Mága                                       | [ 2 ]  |
| 18 stycznia     | A királyok hegedűse                | Zoltán Mága                                       | [ 3 ]  |
| 25 stycznia     | Férfi és nő                        | Dés, Bereményi, Básti, Cserhalmi, Kulka i Udvaros | [ 4 ]  |
| 1 lutego        | A királyok hegedűse                | Zoltán Mága                                       | [ 5 ]  |
| 8 lutego        | Soldier of Love                    | Sade                                              | [ 6 ]  |
| 15 lutego       | Soldier of Love                    | Sade                                              | [ 7 ]  |
| 22 lutego       | Soldier of Love                    | Sade                                              | [ 8 ]  |
| 1 marca         | A királyok hegedűse                | Zoltán Mága                                       | [ 9 ]  |
| 8 marca         | A királyok hegedűse                | Zoltán Mága                                       | [ 10 ] |
| 15 marca        | Lélekdonor                         | Caramel                                           | [ 11 ] |
| 22 marca        | Lélekdonor                         | Caramel                                           | [ 12 ] |
| 29 marca        | Ments meg!                         | István Tabáni                                     | [ 13 ] |
| 5 kwietnia      | Ments meg!                         | István Tabáni                                     | [ 14 ] |
| 12 kwietnia     | Ments meg!                         | István Tabáni                                     | [ 15 ] |
| 19 kwietnia     | Ments meg!                         | István Tabáni                                     | [ 16 ] |
| 26 kwietnia     | Ments meg!                         | István Tabáni                                     | [ 17 ] |
| 3 maja          | Ments meg!                         | István Tabáni                                     | [ 18 ] |
| 10 maja         | Ments meg!                         | István Tabáni                                     | [ 19 ] |
| 17 maja         | A királyok hegedűse                | Zoltán Mága                                       | [ 20 ] |
| 24 maja         | Rebecca - A Manderley-ház asszonya | musical                                           | [ 21 ] |
| 31 maja         | Rebecca - A Manderley-ház asszonya | musical                                           | [ 22 ] |
| 7 czerwca       | Rebecca - A Manderley-ház asszonya | musical                                           | [ 23 ] |
| 14 czerwca      | Rebecca - A Manderley-ház asszonya | musical                                           | [ 24 ] |
| 21 czerwca      | A királyok hegedűse                | Zoltán Mága                                       | [ 25 ] |
| 28 czerwca      | One Love                           | David Guetta                                      | [ 26 ] |
| 5 lipca         | A királyok hegedűse                | Zoltán Mága                                       | [ 27 ] |
| 12 lipca        | One Love                           | David Guetta                                      | [ 28 ] |
| 19 lipca        | One Love                           | David Guetta                                      | [ 29 ] |
| 26 lipca        | One Love                           | David Guetta                                      | [ 30 ] |
| 2 sierpnia      | One Love                           | David Guetta                                      | [ 31 ] |
| 9 sierpnia      | One Love                           | David Guetta                                      | [ 32 ] |
| 16 sierpnia     | The Final Frontier                 | Iron Maiden                                       | [ 33 ] |
| 23 sierpnia     | A királyok hegedűse                | Zoltán Mága                                       | [ 34 ] |
| 30 sierpnia     | A királyok hegedűse                | Zoltán Mága                                       | [ 35 ] |
| 6 września      | A királyok hegedűse                | Zoltán Mága                                       | [ 36 ] |
| 13 września     | A királyok hegedűse                | Zoltán Mága                                       | [ 37 ] |
| 20 września     | A királyok hegedűse                | Zoltán Mága                                       | [ 38 ] |
| 27 września     | A királyok hegedűse                | Zoltán Mága                                       | [ 39 ] |
| 4 października  | 333km                              | Children of Distance                              | [ 40 ] |
| 11 października | Emberteremtő                       | Road                                              | [ 41 ] |
| 18 października | A katona imája                     | Ákos                                              | [ 42 ] |
| 25 października | A katona imája                     | Ákos                                              | [ 43 ] |
| 1 listopada     | A katona imája                     | Ákos                                              | [ 44 ] |
| 8 listopada     | A katona imája                     | Ákos                                              | [ 45 ] |
| 15 listopada    | A katona imája                     | Ákos                                              | [ 46 ] |
| 22 listopada    | A katona imája                     | Ákos                                              | [ 47 ] |
| 29 listopada    | A katona imája                     | Ákos                                              | [ 48 ] |
| 6 grudnia       | A katona imája                     | Ákos                                              | [ 49 ] |
| 13 grudnia      | Kicsi ország                       | Quimby                                            | [ 50 ] |
| 20 grudnia      | Az első X – 10 dal az élő showból  | Nikolas Takács                                    | [ 51 ] |
| 27 grudnia      | Az első X – 10 dal az élő showból  | Norbi L. Király                                   | [ 52 ] |